# Jerzy Lisowski (nauczyciel)
Jerzy Lisowski (ur. 1 listopada 1930 w Sanoku, zm. 9 stycznia 1996) – polski nauczyciel, trener i działacz sportowy.

## Życiorys
Urodził się 1 listopada 1930. Tuż po zakończeniu II wojny światowej w Sanoku podjął uprawianie sportu z inspiracji przebywającego w mieście wybitnego lekkoatlety Antoniego Morończyka i jego przyjaciela Kazimierza Stropka czasowo przebywającego w Sanoku, gdzie był inspiratorem i organizatorem uprawiania sportu wśród młodzieży. Uprawiał biegi (startował w Biegach Narodowych), skok w dal, występował w drużynie piłkarskiej klubu Sanoczanka Sanok. W 1952 ukończył jednoroczne Technikum Administracyjno-Gospodarcze II stopnia w Sanoku. Reprezentując Górnika Sanok w lipcu 1952 zajął drugie miejsce w biegu na 200 m podczas mistrzostw lekkoatletycznych w Przemyślu. Został absolwentem Wyższej Szkoły Wychowania Fizycznego we Wrocławiu ze specjalnością lekkoatletyka i uzyskał tytuł  magistra wychowania fizycznego oraz trenera II klasy. Podczas studiów uprawiał biegi sprinterskie, zwyciężając w Mistrzostwach Polski Zrzeszenia „Budowlani”, Akademickich Mistrzostwach Polski w Krakowie w 1953 i 1954, zdobył Puchar Ziemi Kłodzkiej. Uprawiał także biegi narciarskie oraz podnoszenie ciężarów (za uzyskanie wyniku 212 kg w trójboju w wadze koguciej otrzymał I klasę sportową). Uzyskał uprawnienia sędziego sportowego w dyscyplinach piłki nożnej, podnoszenia ciężarów, narciarstwa (oraz uprawnienia instruktora Polskiego Związku Narciarskiego), łyżwiarstwa szybkiego (oraz startera), piłki siatkowej, hokeja na lodzie, sędziego państwowego 1a. W 1954 został trenerem lekkiej atletyki I klasy.
W 1955 podjął pracę nauczyciela wychowania fizycznego w Technikum Rachunkowości, od 1957 działającego jako Technikum Ekonomiczne. W roku szkolnym 1968/1969 został zastępcą dyrektora szkoły. Od 1 lutego 1974 przez rok pełnił funkcję dyrektora Zespołu Szkół Budowlanych w Sanoku. Po roku pracy w tej szkole powrócił do macierzystej placówki, od 1975 pod nazwą Zespół Szkół Ekonomicznych im. Karola Adamieckiego i objął funkcję drugiego zastępcy dyrektora szkoły. Jego praca nauczyciela wf przyczyniła się do osiąganych sukcesów sportowych przez uczniów szkoły. Na emeryturę przeszedł w 1985, jednak w ZSE pracował nadal do 1993. Pełnił przez wiele lat funkcję trenera sekcji lekkoatletycznej Międzyszkolnego Klubu Sportowego „Zryw” Sanok.
Równolegle z pracą nauczyciela był trenerem sportowym lekkiej atletyki w Sanoku. Był zatrudniony w klubie Górnik Sanok, od 1956 w Stali Sanok, od 1958 w Sanoczance. Pod jego wodzą drużyna sekcji lekkoatletycznej Stali awansowała w 1957 do ligi wojewódzkiej, po czym w trzech kolejnych latach do 1960 zdobywała mistrzostwo województwa rzeszowskiego. W okresie 30 lat pracy jego wychowankami zostało ok. 2 tys. lekkoatletów w Sanoku. Był także działaczem sportowym. Stworzył sekcję narciarską „Budowlani” przy Sanockim Przedsiębiorstwie Budowlanym (SPB), pełnił funkcję trenera wyszkolenia Stali Sanok, trenera MKS Sanok, trenera łyżwiarstwa szybkiego w klubie Zryw Sanok, inicjował początek uprawiania podnoszenia ciężarów w Sanoczance, tworzenie toru lodowego na stadionie „Wierchy”, był organizatorem zawodów saneczkarskich na obszarze parku miejskiego na stokach Góry Parkowej. Powołał do życia klub Komunalni Sanok pod egidą Sanockiego Przedsiębiorstwa Gospodarki Komunalnej (SPGK). Organizował wiele imprez sportowych, w tym biegów. Działał w Okręgowym Związku Lekkiej Atletyki w Krośnie. Został wybrany członkiem zarządu powołanego 25 maja 1984 Okręgowego Związku Łyżwiarstwa Szybkiego w Sanoku.
Był wybierany radnym Miejskiej Rady Narodowej w Sanoku w 1974 (zasiadł w Komisji Wychowania, Oświaty i Kultury, w 1974 został jej przewodniczącym i został członkiem Prezydium MRN), w 1978 (zasiadł w Komisji Wychowania, Oświaty, Kultury i Spraw Socjalnych. Był członkiem Miejskiego Komitetu Frontu Jedności Narodu w Sanoku.
Był autorem rozdziału pt. Ćwiczenia cielesne, gimnastyka, wychowanie fizyczne i sport w latach 1925–1995 w publikacji Księga pamiątkowa szkół ekonomicznych w Sanoku 1925-1995.
Jerzy Lisowski zmarł 9 stycznia 1996. Został pochowany na Cmentarzu Centralnym w Sanoku. Jego żoną była Kazimiera (1941-2014).

## Odznaczenia i wyróżnienia
Odznaczenia

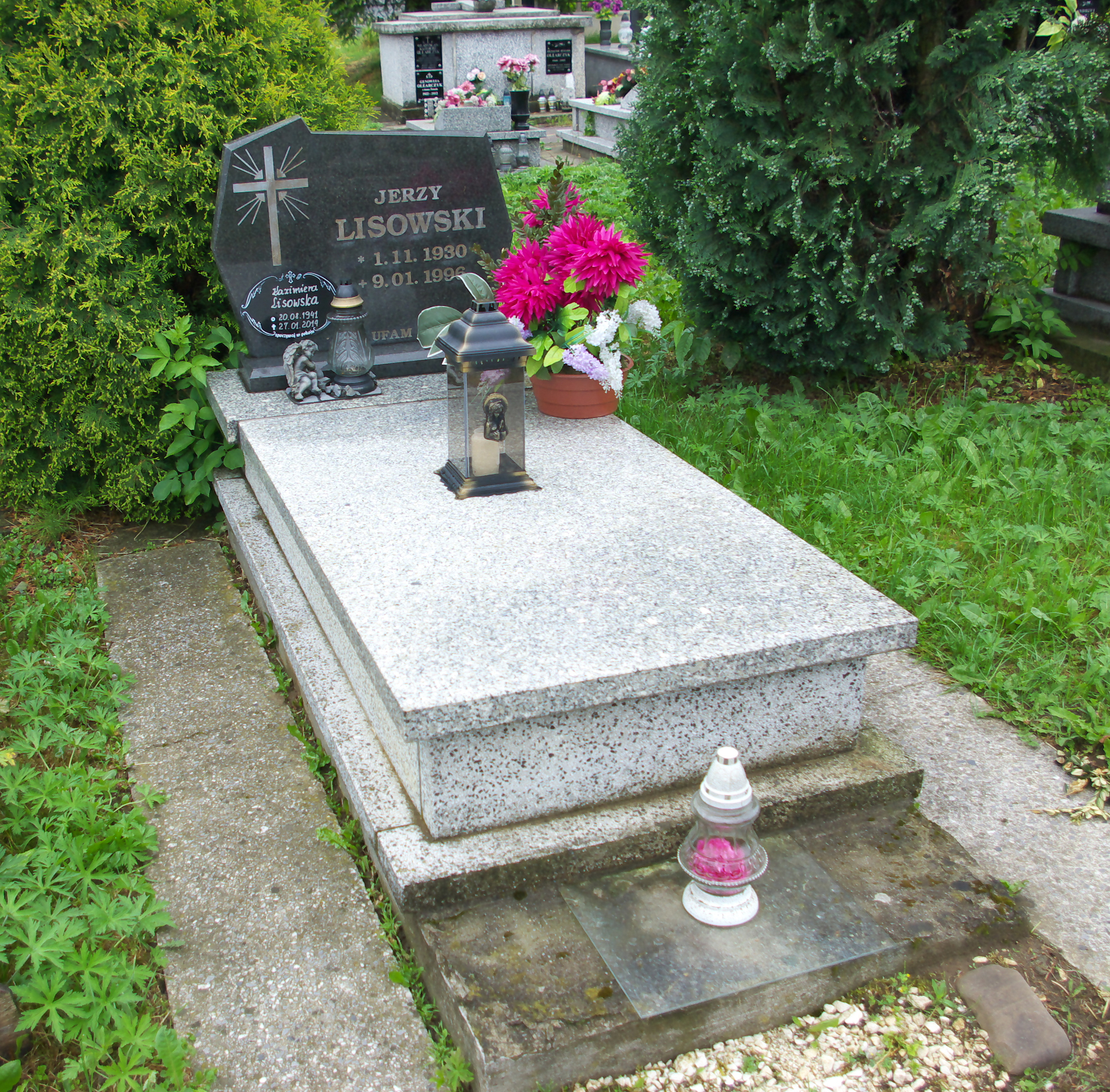
Nagrobek Jerzego i Kazimiery Lisowskich

- Krzyż Kawalerski Orderu Odrodzenia Polski (1986)[1][2][20][21].
- Złoty Krzyż Zasługi[1].
- Odznaka „Zasłużony dla województwa krośnieńskiego”[1]
- Odznaka honorowa „Za zasługi dla województwa krośnieńskiego” (1983)[22].
- Odznaka „Zasłużony dla Sanoka” (1983)[23].
- Złota odznaka honorowa PZLA (nr 509)[2].
- Zasłużony Trener Polski w Lekkiej Atletyce[2].
- Odznaka 100-lecia Sportu Polskiego[2].
- Odznaka honorowa Szkolnego Związku Sportowego (SZS)[2].

Nagrody i wyróżnienia
- Nagroda przyznana przez Centralę Filmów Oświatowych „Filmos” w dziedzinie pracy dydaktycznej nauczycieli z filmem (1962)[24].
- Nagroda Kuratora Oświaty i Wychowania[1].
- Nagroda Ministra Oświaty i Wychowania I stopnia (1972)[1][25].